# 食品加工机

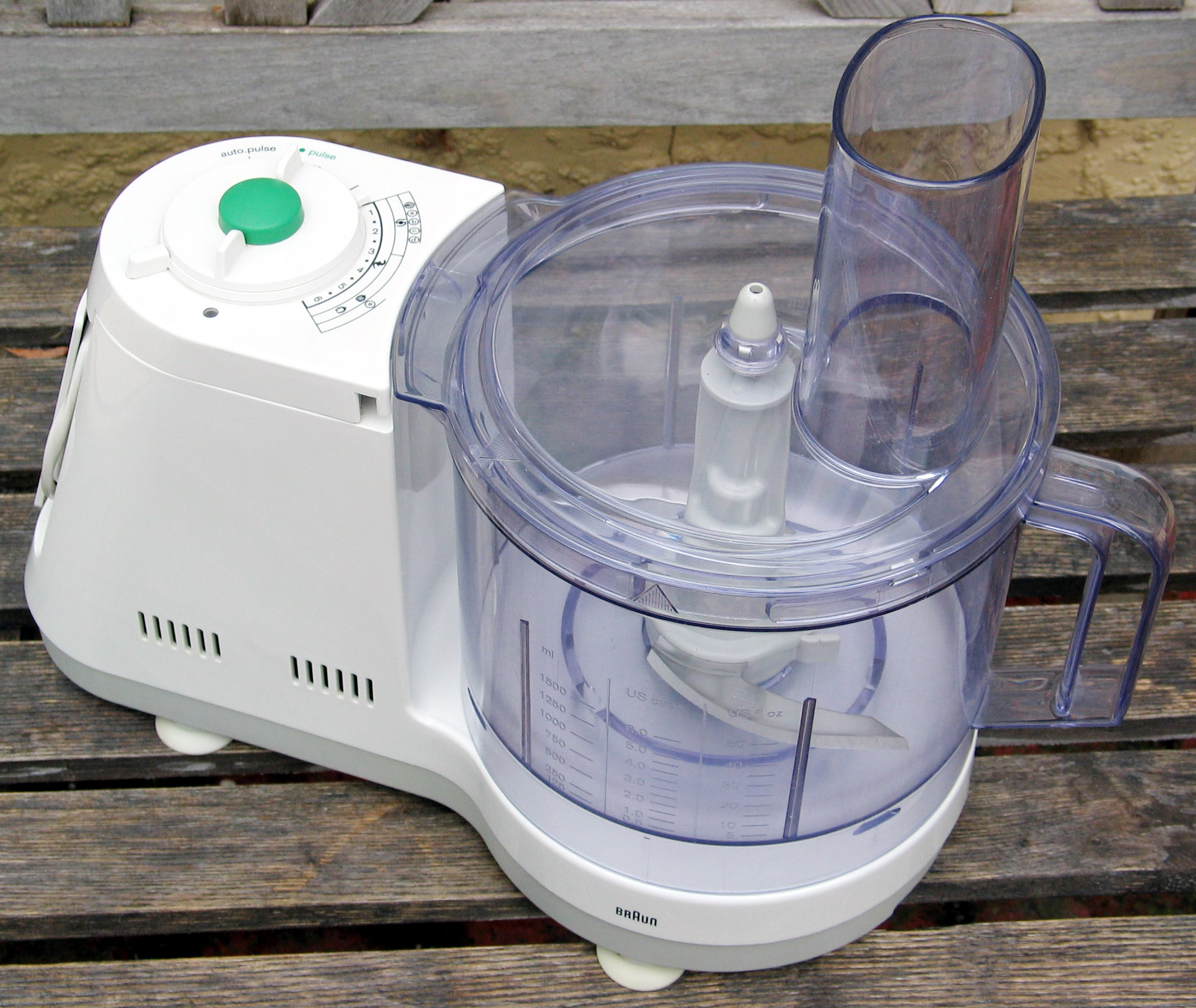
食物加工机

食品加工机是一种厨房电器，用于辅助重复的食物准备工作。如今，尽管有些手动设备也称为“食品加工机”，但该术语几乎总是指电动设备。在中国大陆，这种机器一般称为破壁机、料理机。
食品加工机在许多方面都类似于果汁機（juicer）。与搅拌机不同，食品加工机通常在使用过程中几乎不需要液体，而搅拌机则需要一定量的液体才能使其较钝的刀片正确地搅拌食品。食品加工机可用于混合，剁碎，切丁和切片，以便可以更快准备餐点。 

## 历史
Starmix是最早的电动食品加工机之一，它由德国Electrostar公司于1946年推出。 尽管其基本装置类似于一个简单的果汁機，但其有许多配件可用，可以切面包、离心牛奶、拌冰淇淋。在电动机价格昂贵的时代，他们还开发了短笛（piccolo），使用食物加工机的电机驱动吸尘器。在1960年代， Albrecht von Goertz设计了Starmix MX3型加工机。 Electrostar由于加工机的成功，在1968年将整个公司更名为Starmix，可后来却把重点放在真空吸尘器和电动干手器上。最后一个（混合）搅拌机在2000年左右生产。
在法国，餐饮公司推销员Pierre Verdun观察到客户将大量时间用于厨房切碎，切碎和搅拌时，便开始了加工食物的概念。他提出了一个简单但有效的解决方案，即在底座上装有旋转刀片的碗。 1960年Robot-Coupe公司成立，专门为餐饮业生产商业“食品加工机”。在1960年代后期，其生产了由强大的商用感应电动机驱动的商用食品加工机。 1974年，Robot-Coupe的Magimix食品加工机从法国抵达英国，当时是1800型。然后，英国的建伍有限公司于1979年开始了他们自己的第一台食品加工机，“豪华加工机”（processor de-luxe）。 
Carl Sontheimer于1973年以Cuisinart品牌向北美推出了相同的Magimix 1800食品加工机，这是美国第一台家用食品加工机。 Sontheimer于1977年与一家日本制造商签订了生产新型号的合同，以便在1980年与Robot-Coupe的合同到期后立即启动其新的日本制造的食品加工机。

### 马克·哈里森的Cuisinart再设计
1978年，马克·哈里森还在罗德岛设计学院的担任教授。 他专门研究工业设计。美国公司Cuisinart于1978年联系并雇用Marc Harrison来更新食品加工机。 马克·哈里森（Marc Harrison）更新了该产品，重点是使该机器适用于能力有限，具有良好运动技能和视力的人士，这反过来使任何用户都更容易操作。他将机器文字放大，方便视障者，还加大了手柄和按钮的尺寸。

## 功能
食品加工机通常具有多种功能，具体取决于附件或刀片的位置和类型。 

## 设计与运作
加工机的底部装有一个马达，旋转一个垂直轴。碗（一般是透明塑料）装在轴周围。切割刀片可以安装在轴上，在碗底附近操作。也可以附加切碎或切片磁盘；这些在碗的顶部附近旋转。然后将带有进料管的盖子装到碗上。
进料管允许厨师在切碎或切片时添加成分。它还用作将物料引入切碎或切片盘的斜道。一个推子可以滑进进料管，保护使用者的手指。
几乎所有现代食品加工机都有安全装置。如果碗未正确固定在底座上或盖子未正确固定在碗上，则会阻止电动机运行。

## 变体
食物切碎机基本上是较小尺寸的食物加工机。和切冰沙相比，其更适合切碎食物。 